# Фейт Кіп'єгон
Фейт Чепнгетіч Кіп'єгон (англ. Faith Chepngetich Kipyegon; нар. 10 січня 1994) — кенійська легкоатлетка, яка спеціалізується в бігу на середні та довгі дистанції, олімпійська чемпіонка, чемпіонка та рекордсменка світу.
Починаючи з 2019, тренується під керівництвом Патріка Санга.

## Спортивні досягнення
Триразова олімпійська чемпіонка з бігу на 1500 метрів (2016, 2021, 2024). Срібна олімпійська призерка з бігу на 5000 метрів (2024). Учасниця змагань з бігу на 1500 метрів на Олімпійських іграх-2012, де не вдалось пройти далі попереднього забігу.
Триразова чемпіонка світу (2017, 2022, 2023) та дворазова срібна призерка чемпіонатів світу (2015, 2019) з бігу на 1500 метрів. Чемпіонка світу з бігу на 5000 метрів (2023).
П'ятиразова чемпіонка Діамантової ліги з бігу на 1500 метрів (2017, 2021, 2022, 2023, 2024).
Бронзова призерка чемпіонату світу з шосейного бігу на 1 милю (2023).
Переможниця з естафетного бігу 4×1500 метрів на Світових естафетах (2014).
Чемпіонка світу з кросу в командному заліку (2017). Дворазова чемпіонка світу з кросу серед юніорів у особистому (2011, 2013) та командному (2010, 2013) заліках. Срібна призерка чемпіонату світу з кросу серед юніорів у командному заліку (2011).
Чемпіонка Ігор Співдружності з бігу на 1500 метрів (2014).
Чемпіонка світу серед юніорів (2012) та юнаків (2011) з бігу на 1500 метрів.
Авторка п'яти світових рекордів:
- з бігу на 1500 метрів — 3.49,11 (2023)[5], 3.49,07 (2024) та 3.48,68 (2025)[6];
- з бігу на 1 милю — 4.07,64 (2023);
- з бігу на 5000 метрів — 14.05,20 (2023)[7].

## Визнання
- Легкоатлетка року в світі (у бігових стадіонних дисциплінах) (2023)[8]